# گل (فیلم ۱۹۹۳)
گل (به هندی: Phool) فیلمی محصول سال ۱۹۹۳ و به کارگردانی سینگیتام سرینیواسا رائو است. در این فیلم بازیگرانی همچون سونیل دات، مادهوری دیکشیت، کومار گارو، راجندرا کومار، شاکتی کاپور، تیکو تالسانیا ایفای نقش کرده‌اند.